# تدزي
تدزي (بالإنجليزية: TIDZI)‏ هي جماعة قروية تابعة لإقليم الصويرة ضمن جهة مراكش - تانسيفت - الحوز بالمغرب. بلغ مجموع عدد سكان تدزي  حسب إحصاءات 2004 حوالي 4769 نسمة من بينهم 2 أجانب يعيشون في 866 أسرة.